# Нутриціологія
Нутриціологія (лат. nutritio — харчування, дав.-гр. λόγος — вчення) — це наука про їжу та харчування, про харчові продукти, поживні речовини та інші компоненти, що містяться в цих продуктах, про їхню дію і взаємодію, про їхнє споживання, засвоєння, використання організмом та виведення з організму, про роль харчування в підтримці здоров'я або лікування захворювань.

## Розділи

### Загальна нутриціологія
Загальна нутриціологія — розділ науки про харчування, що включає в себе інформацію про їжу, продукти, нутрієнти (поживні речовини), їхні види, відомості про кількість нутрієнтів у продуктах та метаболізм (вітамінний, жировий, білковий і т.д.). Загальна нутриціологія близька таким наукам та галузям, як харчова промисловість і харчові технології, біотехнологія, біонженерія, сільське господарство (рослинництво, ветеринарія, тваринництво) та різним біологічним наукам, таким як молекулярна біологія, біохімія, мікробіологія, нутрігеноміка, епігеноміка й епігенетика тощо.

### Практична нутриціологія
Практична нутриціологія — до цього розділу нутриціології належить практична сторона харчування, тобто використання в медицині та здоровому способі життя, та також в спорті, освіті та інших галузях харчування як інструменту для впливу й оптимізації здоров'я, фізичної підготовки, когнітивних функцій (пам'ять, увага, мислення) й навчання, та профілактики й лікування різних видів захворювань, а також покращення спортивних показників (спортивне харчування), стимулювання омолодження та покращення рівня здоров'я, добробуту населення та персонального щастя.
Сюди також відносяться практичні методи різних біологічних наук, таких як молекулярна біологія, біохімія, мікробіологія, нутрігеноміка й епігенетика тощо.

## Вплив харчування на здоров'я
Див. також — Раціональне харчування, Здоровий спосіб життя, Нутрігеноміка, Дієтологія, Нутрігенетика, Превентивна медицина.

### Позитивний

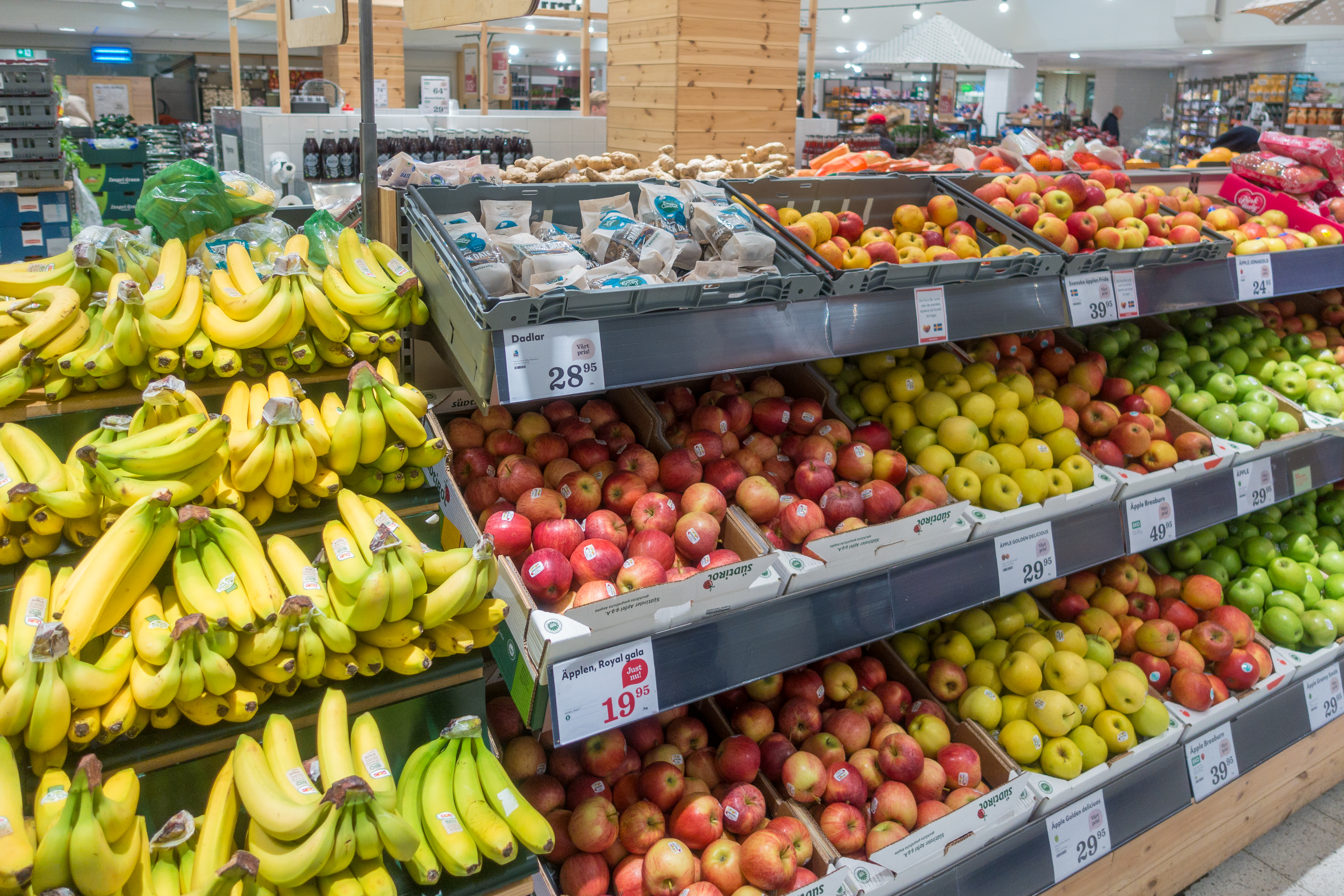
Свіжі фрукти та овочі — джерело клітковини, необхідної для живлення мікробіоти кишки, вуглеводів, вітамінів, мікроелементів та біологічно активних корисних речовин (каротиноїди, флавоноїди, таніни, лігніни, терпени, пектини, фенольні кислоти, стерини та інші)

Регулярне споживання фруктів та овочів, горіхів, цільнезернових, клітковини, жирної морської риби та/або омега-3 жирних кислот, рослинного білку, оливкової олії знижує ризики багатьох хронічних захворювань та смертності від них.
Різноманіття раціону також необхідно для формування та збереження різноманітної мікробіоти кишки. Різноманіття складу мікробіоти є однією з основних умов для здоров'я кишки та організма в цілому. Тому для здоров'я мікрофлори кишки доцільним є вживання якомога більшої кількості різних продуктів з високим вмістом рослинної клітковини (харчових волокон), особливо фруктів, овочів, горіхів, спецій, грибів, цільнозернових та бобових, водоростей та, особливо, ферментованих продуктів (кефір, несолодкий йогурт, квашена капуста, кімчі, натто тощо). Стратегії лікування, спрямовані на модуляцію кишкової мікробіоти можуть мати потенціал, зокрема, для покращення функціонального прогнозу після інсульту.
Дослідження 2021 року, яке охопило понад 40000 сімей у Великобританії, показало, що регулярне вживання фруктів, овочів та регулярні помірні фізичні навантаження, достовірно підвищують відчуття щастя, незалежно від рівня доходів, місця проживання, статі, освіти чи вікової групи.
Ще одне рандомізоване клінічне дослідження 2021 року 43 здорових людей у віці від 50 до 72 років показало, що 8 тижнів здорового способу життя — рослинно-орієнтована дієта, достатній та якісний сон, регулярні фізичні вправи та розслаблення м'язів, а також прийом пробіотиків та фітонутрієнтів — омолодили біологічний (епігенетичний) вік людей у середньому на 3.2 роки (p=0.018).
Споживання збалансованої дієти, багатої на фрукти, овочі, цільні зерна, горіхи, харчові волокна (клітковина), нежирний білок і корисні жири (омега-3, лецитин), вітаміни та мікроелементи, флавоноїдів та достатньої кількості чистої води (3-4% від маси тіла на добу) може сприяти зміцненню загального здоров’я та покращенню когнітивних функцій (пам'ять, увага, мислення). Середземноморська дієта, дієта DASH (дієтичні підходи до зупинки гіпертонії) і дієта MIND (середземноморська дієта DASH для затримки нейродегенерації) пов’язані з меншим ризиком розвитку деменції.

### Негативний
Погане харчування часто спричинене споживанням низькоякісних продуктів із високим вмістом калорій, але низьким вмістом поживних речовин. Такі види їжі можуть призвести до дефіциту поживних речовин, метаболічного синдрому й ожиріння, та хронічних захворювань, таких як діабет, хвороби серця та онкопатології. Деякі типові приклади поганого харчування включають більшість фастфуду, солодкі напої, оброблені закуски та високорафіновані вуглеводи, як цукор та солодощі на основі цукру.
Продукти з достовірно негативним впливом на здоров'я:
- штучні жири (транс-жири)[77][78][79]
- цукор та продукти з доданим цукром[80][81][82][83][84]
- продукти з великою кількістю хімічних харчових добавок — консерванти[85][86][87], емульгатори[88], штучні барвники[89][90][91][92], штучні підсолоджувачі (сахарин, сукралоза, аспартам)[93][94][95][95][96][97]
- надмірне споживання смажених та копчених м'ясних продуктів[98][99][100][101][102][103][104][105][106][107], особливо, червоного м'яса та м'ясних напівфабрикатів[108][109][110].

## Перспективні напрямки
Оскільки наука про харчування продовжує розвиватися, нові технології відіграють вирішальну роль у вдосконаленні нашого розуміння складного взаємозв’язку між харчуванням, здоров’ям і хворобою. Ось кілька перспективних технологій, які формують майбутнє науки про харчування:

### Нутрігеноміка, нутрігенетика та персоналізоване харчування
Нутрігенетика вивчає взаємодію між генетикою та дієтою, досліджуючи, як індивідуальні генетичні варіації можуть впливати на реакцію людини на певні поживні речовини.
Нутрігеноміка, навпаки, вивчає як їжа впливає на активність тих чи інших генів, на рівні епігеному.
Персоналізоване харчування використовує дані про генетичний склад, мікробіом, спосіб життя та стан здоров’я людини для створення індивідуальних дієтичних рекомендацій, спрямованих на оптимізацію здоров’я, когнітивних функцій та фізичної форми, та запобігання хворобам.

### Супер'їжа та функціональне харчування

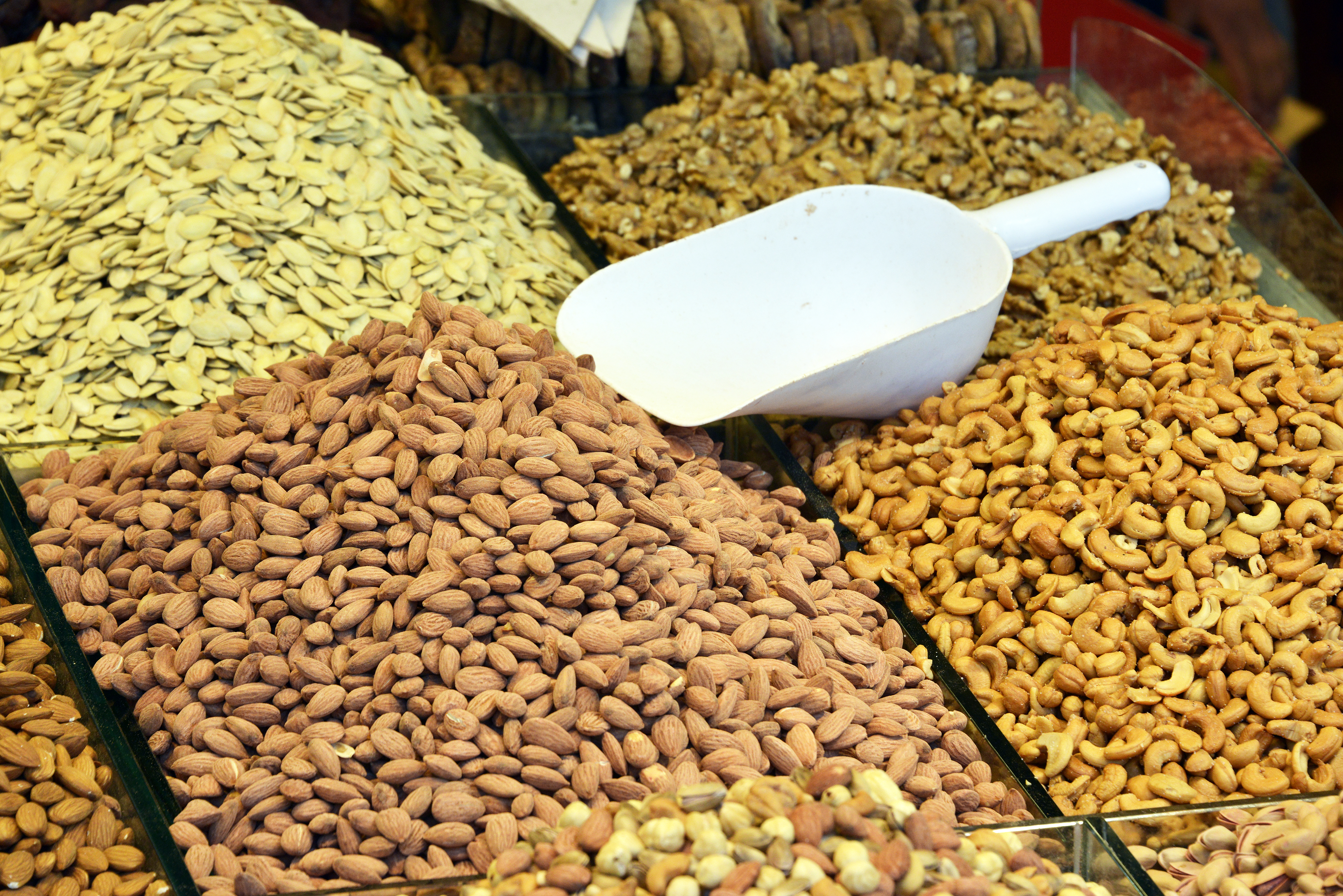
Горіхи — суперфуд, багатий на корисні жири, якісний білок, вітаміни та мікроелементи. Регулярне споживання горіхів зменшує ризики багатьох хронічних захворювань.

Супер'їжа – це багаті на поживні речовини продукти, які пов’язують із рядом переваг для здоров’я завдяки високому вмісту корисних речовин — білків, жирів, вітамінів, мікроелементів, фітонутрієнтів, харчових волокон (клітковини) тощо. Приклади включають ягоди, листову зелень, горіхи та насіння.
Функціональна їжа – це їжа, яка забезпечує додаткові переваги для здоров’я, окрім основного харчування, часто в результаті додавання біоактивних сполук. Приклади включають пробіотики, збагачені каші та яйця, збагачені омега-3 тощо.
Сюди ж можна віднести і дієтичні добавки — продукти, призначені для доповнення раціону шляхом забезпечення поживними речовинами або біологічно активними сполуками, які можуть бути недостатньо отримані при регулярному споживанні їжі. Це можуть бути вітаміни, мінерали, амінокислоти, ферменти, фітонутрієнти тощо. Спортивне харчування використовується в спорті та при інтенсивній фізичній активності, і являє собою концентровані білки, жири, вуглеводи, або їх компоненти та багато інших добавок, таких як креатин, мають значну доказову базу ефективності в покращенні спортивних результатів.

### Метаболоміка
Метаболоміка — це технологія, яка дозволяє комплексно аналізувати невеликі молекули (метаболіти), що виробляються клітинами у відповідь на різні стимули, включаючи дієту.
Вивчаючи метаболом — сукупність усіх метаболітів клітини, дослідники можуть отримати уявлення про механізми, за допомогою яких поживні речовини впливають на здоров’я та вік, і визначити нові біомаркери ризику захворювання, покращуючи наше розуміння ролі харчування в здоров’ї та захворюваннях.

### Дослідження мікробіоти
Мікробіота кишки людини відіграє вирішальну роль у травленні, метаболізмі, імунній функції, настрої та поведінці, та здоров'ї у цілому. Прогрес у технологіях секвенування ДНК дозволив дослідникам безпрецедентно детально вивчити склад і функцію мікробіому. Дослідження 2023 року, опубліковане в Nature Metabolism, досліджувало метаболом різних бактеріальних ніш, і зокрема, походження конкретних метаболітів від конкретних видів мікробіоти кишки мишей.
Розуміння складної взаємодії між дієтою та мікробіотою кишки може призвести до розробки цілеспрямованих дієтичних втручань для сприяння здоровому мікробному балансу та покращенню загального стану здоров’я.

### Носимі технології та мобільні додатки
Носимі пристрої та мобільні додатки все частіше використовуються для відстеження споживання їжі, фізичної активності та інших показників, пов’язаних зі здоров’ям, у режимі реального часу, надаючи цінні дані для персоналізованих рекомендацій щодо харчування.
Ці технології також можуть допомогти контролювати дотримання дієтичних втручань і оцінювати їхню ефективність у покращенні наслідків для здоров’я.

### 3D друк їжі
Технологія 3D-друку харчових продуктів має потенціал кардинально змінити спосіб виробництва та споживання їжі. Забезпечуючи точний контроль інгредієнтів, вмісту поживних речовин і розмірів порцій, 3D-друк їжі може допомогти створити персоналізовані страви, адаптовані до індивідуальних харчових потреб і вподобань.

### Штучний інтелект і машинне навчання
Алгоритми штучного інтелекту та машинного навчання можуть аналізувати величезну кількість даних із різних джерел (генетичних, метаболічних, способу життя), щоб ідентифікувати закономірності та передбачити індивідуальні реакції на певні поживні речовини чи дієтичні втручання.
Ці технології можуть допомогти розробити точніші та персоналізовані дієтичні рекомендації, а також допомогти у визначенні нових терапевтичних цілей для захворювань, пов’язаних з харчуванням.

### Стале виробництво продуктів харчування
Осн. статті — Стале сільське господарство, Органічне замлеробство, Стале місто, Циркулярна економіка.
Удосконалення технологій виробництва харчових продуктів, включаючи вертикальне землеробство, точне землеробство та біотехнології, можуть сприяти створенню більш стійких, безпечних і ефективних харчових систем, сприяючи здоров’ю як людини, так і навколишнього середовища.

### Альтернативні джерела білка
Оскільки занепокоєння щодо впливу виробництва харчових продуктів на навколишнє середовище та потреби в стійких харчових системах зростає, дослідники досліджують альтернативні джерела білка, такі як білки рослинного, грибного чи мікробного походження, культивоване м’ясо, продукти на основі комах та, протеїн, отримуємий з повітря, завдяки азотфіксуючим бактеріям чи з вуглекислого газу та його подальшим засвоєнням автотрофними гідрогенокислюючими бактеріями.
Управління з продовольства і медикаментів США (FDA) 16 листопада 2022 року оголосило, що вирощене в лабораторії культивоване м'ясо з клітин курчат безпечне для споживання людиною.
Ці перспективні технології допомагають глибше зрозуміти складну взаємодію між харчуванням, фізіологією, генетикою й епігенетикою, та здоров’ям у цілому. Оскільки ці технології продовжують розвиватися, вони можуть значно вплинути на наш підхід до дієтичних рекомендацій, профілактики захворювань та персоналізованого медичного обслуговування.

### Книги
- Дуденко Н. В. (2022). Нутриціологія: навчальний посібник. Світ книг. с. 527. ISBN 978-966-2678-61-1.
- Серія книг Nutrition and Health (1999-2023), Springer Nature.
- Вибрані питання нутріціології: навч. посіб. / Л. Андріюк, О. Зав'ялова, С. Федяєва, В. Яцюк, С. Ломейко, Є. Глебова; Львів. нац. мед. ун-т ім. Данила Галицького. — Львів: Коло, 2015. — 118 c.
- Теоретичні та практичні аспекти нутриціології: навч. посіб. / Л.В. Андріюк, Т.П. Гарник, В.М. Яцюк, С.І. Федяєва; Львів. нац. мед. ун-т ім. Д. Галицького. — Львів: Посвіт, 2016. — 126 c. — Бібліогр.: с. 123—126.
- Joan Webster-Gandy, Angela Madden, Michelle Holdsworth. Oxford Handbook of Nutrition and Dietetics. — O : Oxford University Press, 2006. — ISBN 0–19–856725–1.
- Основи фізіології та гігієни харчування: / підручник Н. В. Дуденко [та ін.] – Суми: Університетська книга, 2009. – 555 с.
- Гігієна харчування з основами нутріціології / За ред. проф.В.І. Ципріяна/. 1 том., Київ: Медицина, 2007.- 528 с.
- Гігієна харчування з основами нутріціології/ За ред. проф.В.І. Ципріяна/. 2 том., Київ: Медицина, 2007.- 560 с.
- Димань Т. М., Барановський М. М., Білявський Г. О. та ін.. Екотрофологія. Основи екологічно безпечного харчування. Навчальний посібник/ за наук. Ред.. Т. М. Димань, – К.: Лібра, 2006. – 304 с.
- Мікроелементи та здоров’я. / Методичний посібник для роботи в лабораторії/ [укл. О. О. Коновалова, Г. П. Андрейко]. – Харків – ХНУ імені В. Н. Каразіна, 2012. – 40 с.
- Павлоцька Л.Ф.. Дуденко Н.В., Димитрієвич Л.Р. Основи фізіології, гігієни харчування та проблеми безпеки харчових продуктів: навчальний посібник.- Суми: ВТД «Університетська книга», 2007.- 441 с.
- М.І.Кручаниця, С.О.Михайлович , Н.В.Розумик. Основи оздоровчого харчування. Навчальний посібник для ВНЗ фізичного виховання і спорту, 2004.
- Методика оцінки харчового статусу людини та адекватності індивідуального харчування. Навчально-методичний посібник. В.І. Ципріян, Н.В. Велика, В.Г. Яковенко, Київ, 1999, 60 с.

### Журнали
- Journal of Nutrition
- Nutrition
- Nature Food (сайт)
- npj Science of Food (сайт)
- American Journal of Clinical Nutrition
- British Journal of Nutrition (сайт)
- Journal of the Academy of Nutrition and Dietetics
- European Journal of Clinical Nutrition (сайт)
- Critical Reviews in Food Science and Nutrition
- Nutrition Reviews
- Public Health Nutrition